# Aaron Stainthorpe
Aaron Stainthorpe (12 novembre 1968) è un cantante inglese, membro della doom metal band My Dying Bride.
Nato in Inghilterra, si trasferì in Germania a soli sei mesi di età a causa di motivi di lavoro del padre e tornò in patria all'età di 10 anni. Attualmente vive ad Halifax, nel West Yorkshire.
Stainthorpe ha spesso dichiarato di essere stato influenzato musicalmente dai Celtic Frost e dai Candlemass, oltre che da band non heavy metal come i Nick Cave and the Bad Seeds, i Depeche Mode, gli Swans e i Muse. È un avido lettore di poesie e di scrittori come Percy Bysshe Shelley. Spesso legge la Bibbia come ispirazione ma, in un'intervista del 2004, rilasciò una dichiarazione dicendo:
Nel 2005 Stainthorpe cantò in duetto con Sarah Jezebel Deva nel progetto Angtoria, inserito nell'album God Has a Plan For Us All.

## Discografia
- 1990 - Towards the Sinister (demo)
- 1991 - God Is Alone (EP)
- 1992 - Symphonaire Infernus Et Spera Empyrium (EP)
- 1992 - As the Flower Withers
- 1993 - The Thrash of Naked Limbs (EP)

- 1993 - Turn Loose the Swans
- 1994 - I Am the Bloody Earth (EP)

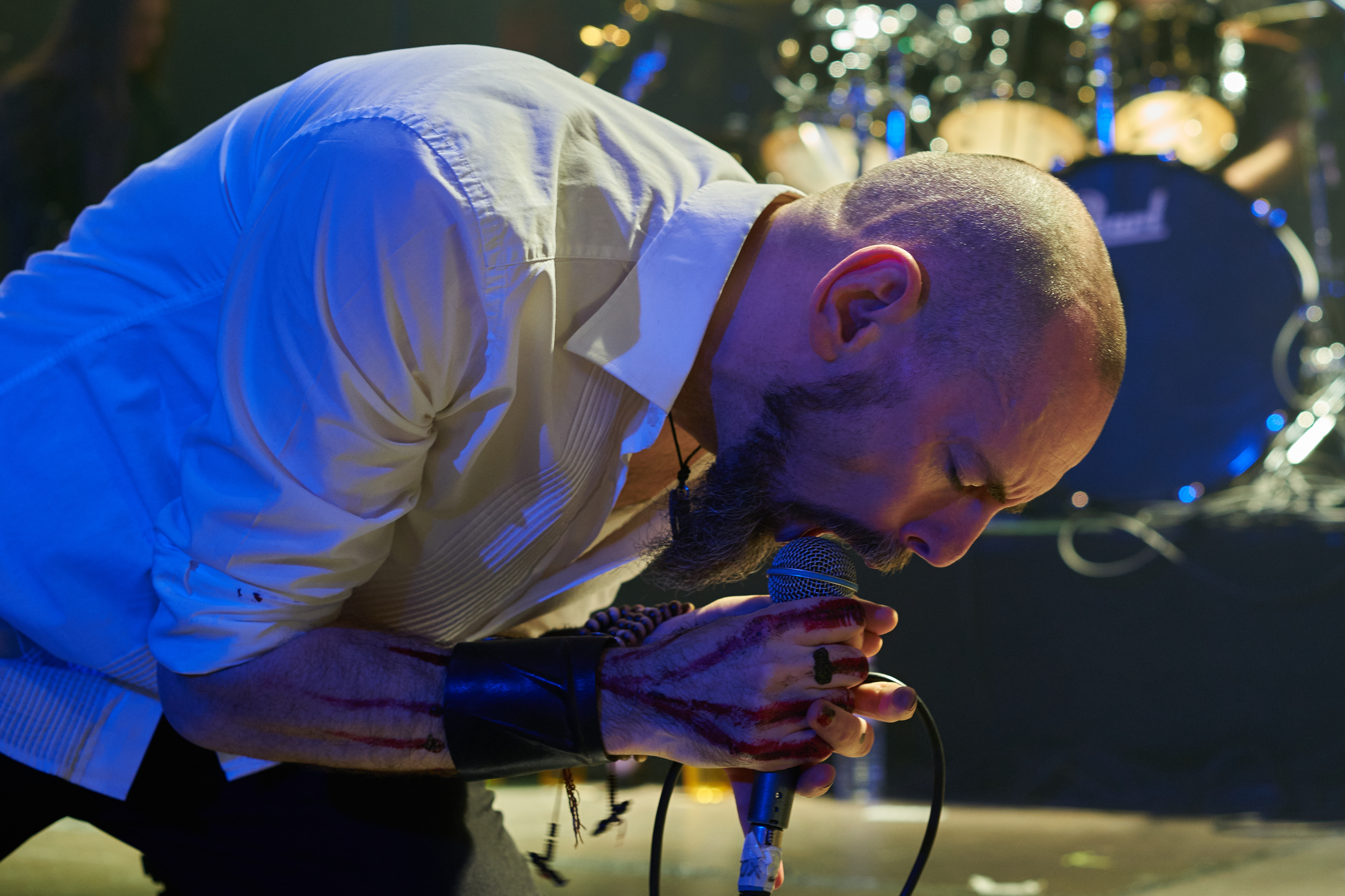
Aaron Stainthorpe all'Hammer of Doom 2015

- 1995 - The Angel and the Dark River
- 1996 - Like Gods of the Sun
- 1998 - 34.788%...Complete
- 1999 - The Light at the End of the World
- 2001 - The Dreadful Hours
- 2004 - Songs of Darkness, Words of Light
- 2006 - A Line of Deathless Kings
- 2009 - For Lies I Sire
- 2011 - Evinta
- 2011 - The Barghest O' Whitby (EP)
- 2012 - A Map of All Our Failures
- 2013 - The Manuscript (EP)
- 2015 - Feel the Misery
- 2020 - The Ghost of Orion
- 2020 - Macabre Cabaret (EP)